# Dorin Rečan
Dorin Rečan (rum. Dorin Recean; Dondušeni, 17. mart 1974) je moldavski političar i aktuelni premijer Moldavije od 16. februara 2023. godine. Bio je ministar unutrašnjih poslova od 2012. do 2015. godine.

## Mladost i obrazovanje
Rođen je 17. marta 1974. godine u Dondušeniju, Moldavska SSR, SSSR. Diplomirao je na Akademiji ekonomskog obrazovanja Moldavije i magistrirao na Međunarodnom univerzitetu Njuport u Belgiji.